# نیک (نیویورک)
نیک (به انگلیسی: Nyack) یک روستا در ایالات متحده آمریکا است که در شهرستان راکلند، نیویورک واقع شده‌است. نیک ۴٫۲ کیلومتر مربع مساحت و ۶٬۷۶۵ نفر جمعیت دارد و ۲۲ متر بالاتر از سطح دریا واقع شده‌است.